# Uruguay ai Giochi della XXVII Olimpiade
L'Uruguay partecipò ai Giochi della XXVII Olimpiade, svoltisi a Sydney, Australia, dal 15 settembre al 1º ottobre 2000, con una delegazione di 15 atleti impegnati in sette discipline.

## Medaglie
| Medaglia | Atleta         | Sport    | Evento                 |
| -------- | -------------- | -------- | ---------------------- |
| Argento  | Milton Wynants | Ciclismo | Corsa a punti maschile |